# Лідне (місцевість)

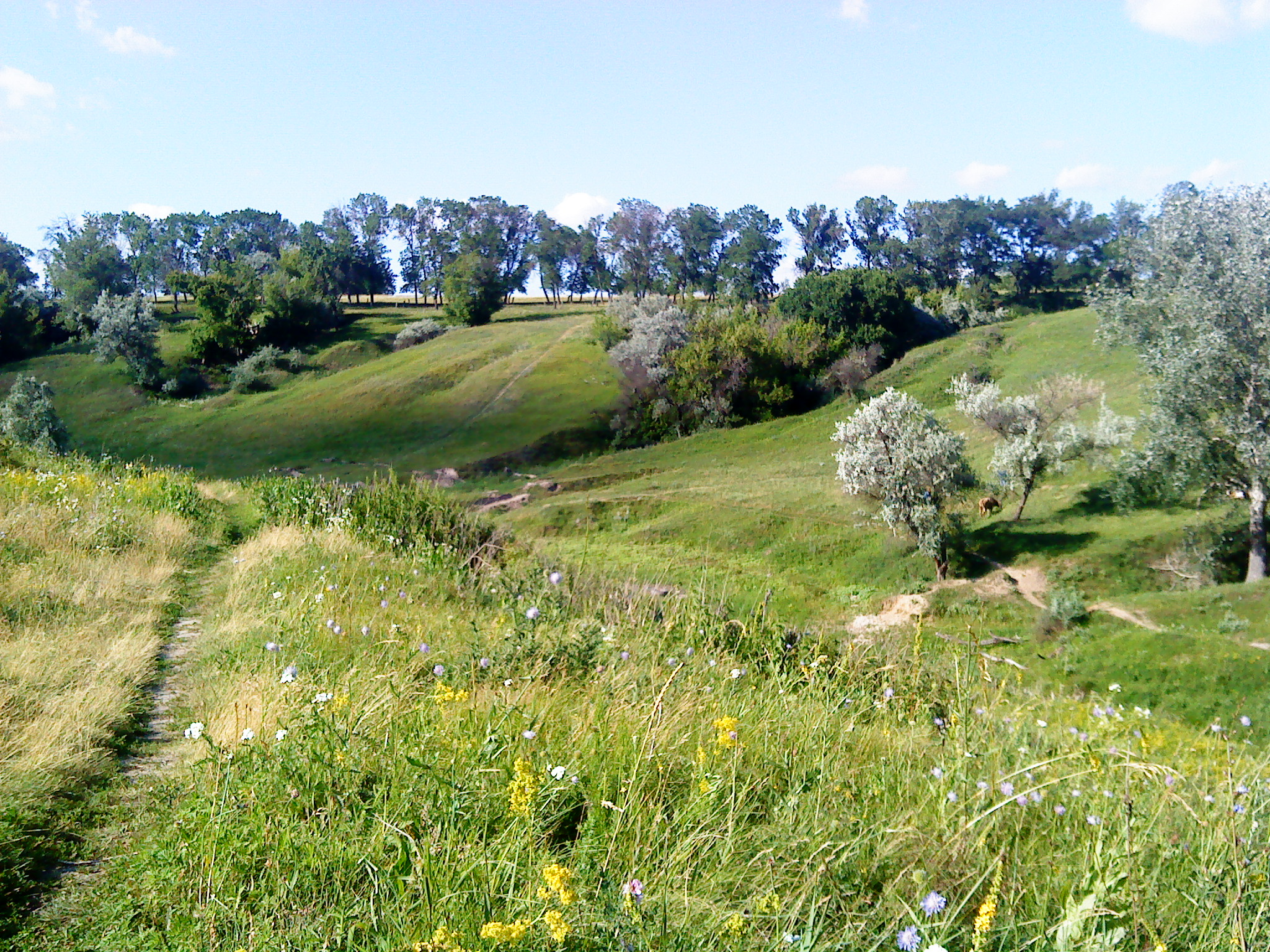
Лідний яр

Селище Лідне   — місцевість міста Харкова, що розташована на південний захід від Центру міста, граничить з Новою Баварією та Донецьким городищем. Назва ймовірно походить від розташованого тут Лідного яру.

## Історія
Село Лідне утворилося об'єднанням хуторів Литвинова та Кучанки. В 1959 році його було приєднано до Жовтневого району міста Харкова.

### Під часДругої світової війни
18 червня 1943 року в селі Лідне, німці повісили трьох молодих радянських підпільників: Марію Тимофіївну Кисляк, 1925 року народження, Федора Давидовича Руденко, 1923 року народження та Василя Андрійовича Бугрименко, 1924 року народження, які влаштовували диверсії проти окупаційної влади.
Найстаршому з них, Ф. Д. Руденко, не виповнилось і 20 років. М. Т. Кисляк напередодні войни скінчила Харківську фельдшерсько-акушерську школу.

Під час першої окупації міста гітлерівськими військами Марія Кисляк у себе на квартирі ховала і лікувала поранених червоноармійців, які в лютому 1943 року, після першого визволення Харкова радянськими військами, знову стали до лав ЧА.
Навесні 1943 року Лідне знову захопили нацисти. Марія Кисляк, Василь Бугрименко, Федор Руденко разом з іншими комсомольцями Лідного організовали підпільну боївку для боротьби з гітлерівцями. Федор Руденко вже був знайомий з військовою справою: у лютому 1943 року він пішов добровольцем у червону армію, але під Чугуєвом потрапив у полон, втік і повернувся додому, в Лідне, де одразу ж вступив до підпільної боївки.

В кінці травня 1943 року Руденко, Кисляк і Бугрименко були арештовані й відправлені в гестапо міста Харкова. Напередодні вони вбили офіцера СС. Два тижні гестапівці допитували захоплених підпільників. 18 червня 1943 року катованих підпільників привезли у Лідне, щоби повісити на очах всіх мешканців. За даними радянських джерел, Федору Руденку перед стратою не вдалося сказати ні слова: німці заткнули йому рота. Але Марія Кисляк крикнула: «Прощавайте, тато і мамо і все друзі, гину за Вітчизну. Товариші, вбивайте німців, очищуйте нашу землю від гадюк». Але навряд чи німецькі окупанти дозволили б такий відкритий заклик до повалення їх влади, тож скоріше за все, ця історія з закликом була вигадана пізніше радянською пропагандою.

Страчені висіли на місці страти ще добу, бо німці не дозволяли їх зняти, аби якомога більше людей залякати.
Марії Тимофіївні Кисляк Указом Президіума Верховної Ради УССР присвоєно звання Героя СРСР.

Збереглась записка Марії Кисляк на маленькому клаптику паперу, котру вона написала перед стратою й сховала під підкладку свого жакета; там і знайшли її рідні. Записка зберігалась у Центральному державному архіві Жовтневої революції і соціалістичного будівництва СРСР (ф. 7021, оп. 149, с. 16, ст. 33).

«Комсомольська правда» 17 січня 1964 року розповіла про те, що сільський фотограф Я. С. Шєлехов, виконуючи наказ німців, розмножив світлини страти підпільників і один екземпляр зміг залишити собі, щоб розголосити її після того, як впаде окупаційна влада і використовувати для подальшої пропаганди радянських ідей..

## Транспорт
Автобусне сполучення здійснює маршрут № 209е ст. м. Холодна гора→вул. Полтавський шлях→ш. Комсомольське→вул. Цехівська→вул. Грушевського→пр. Любові Малої (Григорівка)→зал.ст.Нова Баварія (стара назва зупинки «Пташиний ринок») →вул. Китаєнка (стара назва зупинки «ДК Ілліча»)→вул. Ломоносова→вул. Врубеля→ вул. Тімірязєва→вул. Даргомижського→вул. Бєлінського→ вул. Петра Набойченка→Звенигородський провулок→селище Лідне (центр).
Довжина маршруту становить 10 км. Відкрито в 1997 році як комерційний дублер маршруту № 3 (ходив на Лідне з 1962 року), який співіснував з ним як соціальний маршрут для пенсіонерів та пільгових категорій населення  до 2007 року.

## Водойми

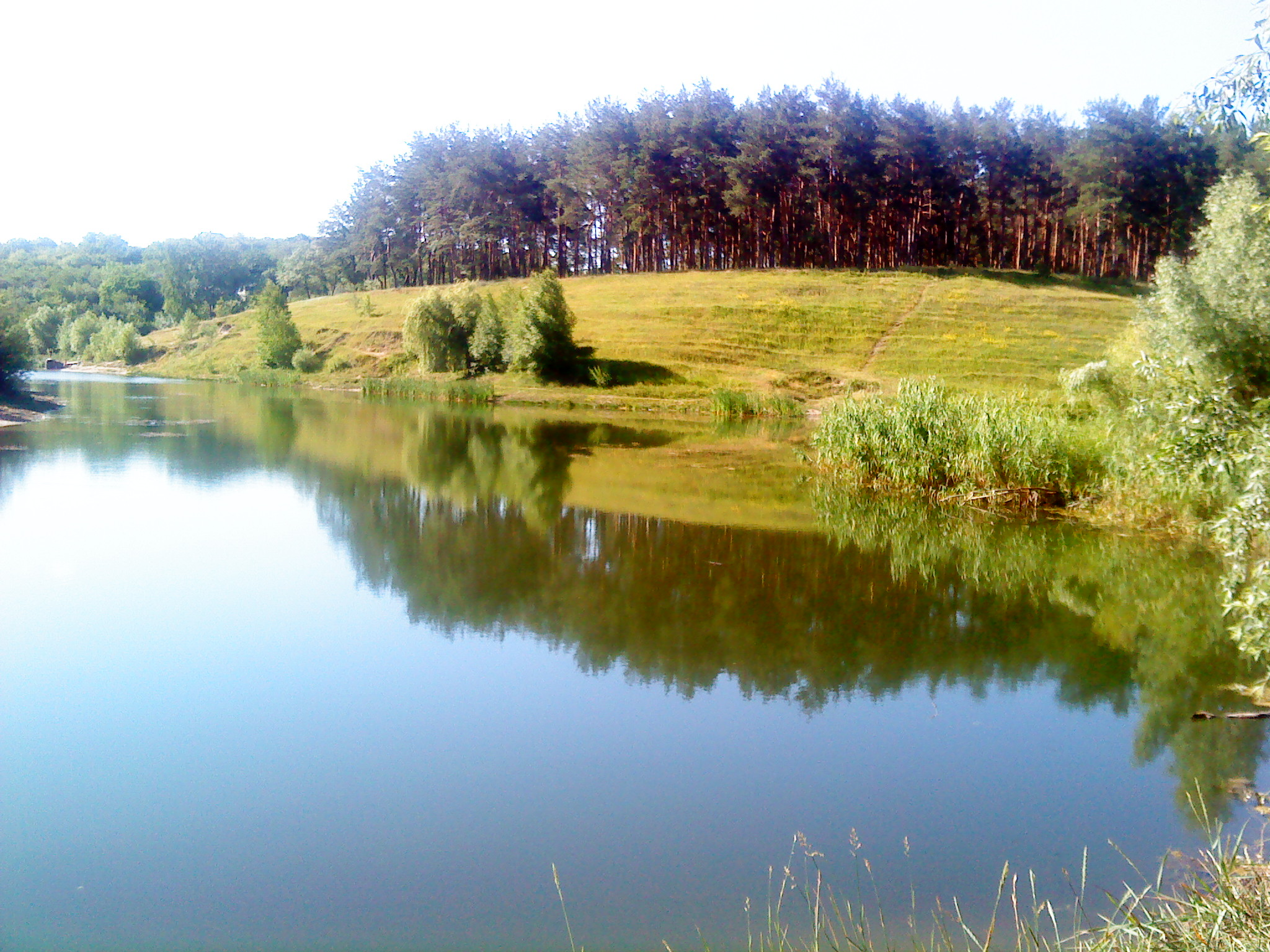
Ставок у Лідному яру (біля соснового лісочка)

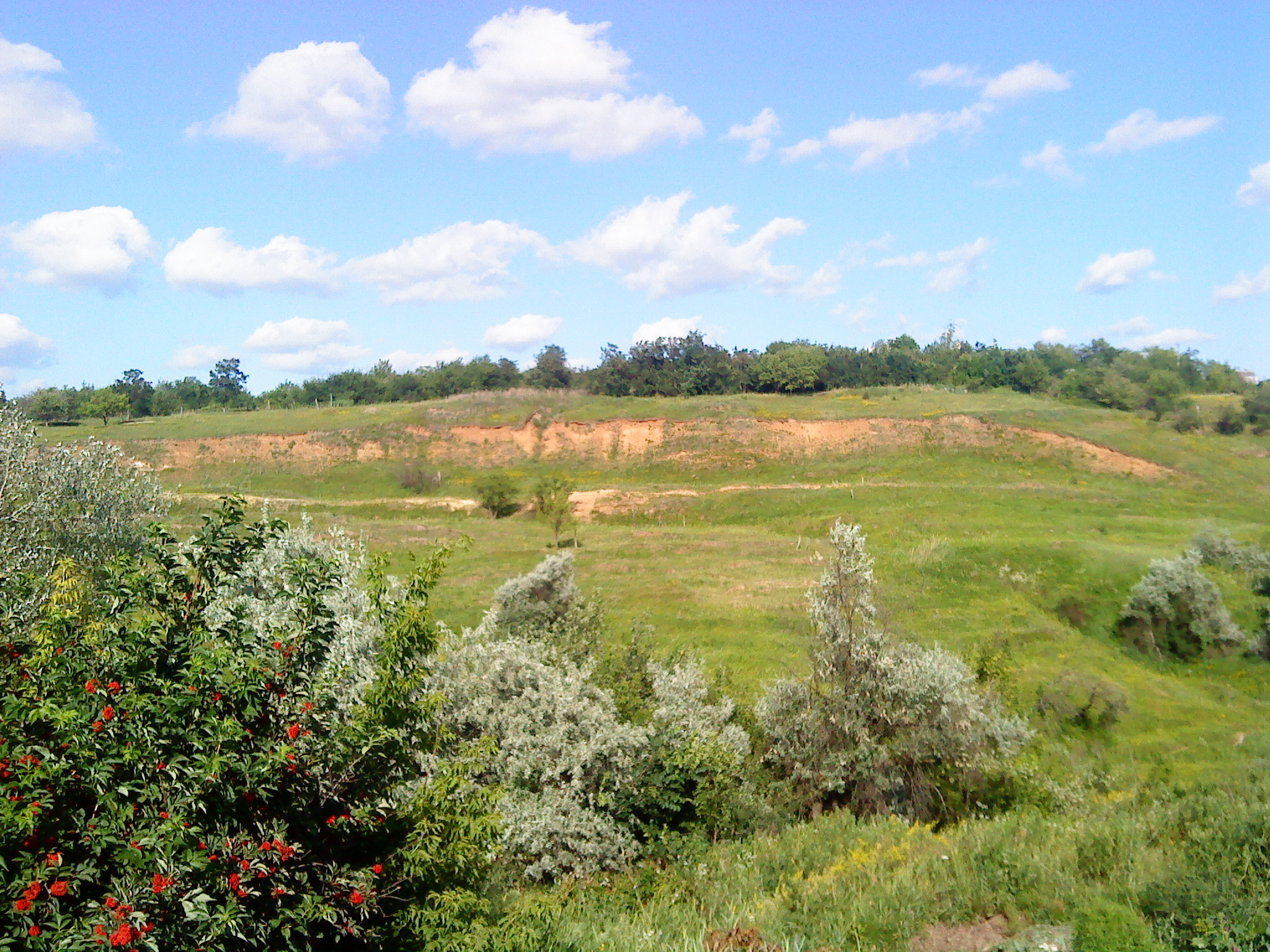
Лідний яр (вид знизу)

На території місцевості, поміж садових кооперативів, у Лідному яру знаходяться 5 ставків: великий Совхозький, що зданий в оренду приватній особі і чотири безіменних, менших від Совхозького за розмірами, які ніхто не контролює через що вони заболочуються. Найменший з них майже цілком висох. Всі ставки з'єднує між собою струмок. що протікає через увесь Лідний яр.

## Інфраструктура

### Освіта
На території місцевості на вул. Новоприміська 66 знаходиться лише одна загальноосвітня школа I-III ступенів № 92 Харківської міської ради Харківської області імені Героя Радянського Союзу П.П. Набойченка [Архівовано 22 червня 2015 у Wayback Machine.], де в середньому навчається 220 учнів і немає розподілу на класи «А», «Б», «В» тощо.

### Релігія
На вул. Петра Набойченка 16, є невеличкий православний Преображенський храм Московського патріархату.
Община утворена 23 жовтня 1991 року. Реєстраційний номер 291

Престольні свята: Преображення Господнє.
Настоятель храму протоієрей Петро Іванович Кривицький.

28 листопада 2009 р. за благословінням митрополита Харківського і Богодухівського Нікодима, вікарієм Харківської єпархії архієпископом Ізюмським Онупрієм звершено чин освячення нових бань з хрестами для розбудови храму. За працю у славу Святої Церкви, настоятель Преображенського храму протоієрей Петро Кривицький і попечителі храму були нагороджені церковними грамотами. Архієпископ Онупрій подякував всім, хто допомагає будівництву й життю приходу своїми силами, коштами, молитвами.
У 2010 році продовжилась реконструкція храму: зведено центральну баню, постелено дах, збудовано огорожу. Храм прикрашено витонченим ліпленням.

### Уродженці
- Володимир Степанович Янчук (16 липня 1970 - 1 серпня 2014)  — сержант Збройних сил України, снайпер, учасник російсько-української війни. Загинув від поранень, посмертно нагороджений орденом <За мужність> ІІІ ступеня.

### Інше
В цій місцевості є доволі велике кладовище, але наразі воно закрите для нових поховань. Під час  Проводів на це кладовище сходиться багато людей аби пом'янути родичів і друзів.